# Nombre irrationnel
Vous lisez un « bon article » labellisé en 2017.
Un nombre irrationnel est un nombre réel qui n'est pas rationnel, c'est-à-dire qu'il ne peut pas s'écrire sous la forme d'une fraction a/b, où a et b sont deux entiers relatifs (avec b non nul). Les nombres irrationnels peuvent être caractérisés de manière équivalente comme étant les nombres réels dont le développement décimal n'est pas périodique ou dont le développement en fraction continue est infini.
On distingue, parmi les nombres irrationnels, deux sous-ensembles complémentaires : les nombres algébriques non rationnels et les nombres transcendants. Les nombres algébriques sont définis comme les racines des polynômes à coefficients rationnels ; cet ensemble dénombrable inclut tous les nombres rationnels, mais aussi certains irrationnels. Les nombres non algébriques, comme π et e, sont dits transcendants ; ils sont tous irrationnels. Cependant, certains ensembles de nombres irrationnels classiquement étudiés peuvent aussi regrouper à la fois des nombres algébriques et des nombres transcendants ; c'est par exemple le cas des nombres calculables. On conjecture également qu'il existe des nombres normaux algébriques, et on en connait qui sont transcendants.
Les premiers nombres irrationnels découverts sont les racines carrées des entiers qui ne sont pas des carrés parfaits, entre autres √2, dont l'irrationalité a été établie dans l'Antiquité ; plus généralement les nombres constructibles irrationnels, sous-ensemble des nombres algébriques dans lequel on trouve entre autres le nombre d'or, ont une grande importance historique car ils sont liés aux problèmes de construction à la règle et au compas essentiels à la géométrie de l'époque d'Euclide.
L'irrationalité de π et celle de e ont été établies bien plus tard, au XVIIIe siècle ; ce sont les premiers nombres transcendants dont on a prouvé l'irrationalité. Il a de plus été montré au XIXe siècle que presque tous les nombres réels sont irrationnels, et même transcendants. En 2018, on ignore le statut de plusieurs constantes importantes telle que la constante d'Euler-Mascheroni.

## Histoire
Les travaux antiques les plus connus concernant les irrationnels ont été produits dans le monde grec.

### Antiquité grecque
L'historiographie a longtemps décomposé l'étude de l'irrationalité en trois grandes étapes : la découverte, sans doute par un pythagoricien, d'un cas particulier de grandeurs non commensurables, puis l'établissement de l'irrationalité de quelques exemples analogues et enfin, l'étude systématique de celle-ci, notamment par Euclide. Il n'est cependant pas aisé de reconstituer l'enchaînement précis des différentes phases, car tous les textes de l'époque ne sont pas connus et ceux qui le sont ont fait l'objet de controverses, concernant notamment leur interprétation.

#### Vocabulaire employé
L'une des difficultés de l'étude des textes antiques traitant d'irrationalité réside dans le fait que les termes employés pour ce faire ainsi que leur sens varient selon les époques, et que certains peuvent apparaître conjointement dans un même texte. En grec ancien, le concept d'irrationalité peut ainsi être représenté par les mots suivants :
- ἂρρητος / arrêtos : inexprimable ;
- ἀσύμμετρος / asymmetros : incommensurable, ce terme pouvant être précisé :
  - μήκει ἀσύμμετρος / mêkei asymmetros : incommensurable en longueur ;
  - σύμμετρος δυνάμει / symmetros dynamei : commensurable en carré ;
- ἄλογος / alogos : littéralement qui ne peut former de rapport ; c'est le plus proche du terme moderne irrationnel.

De tous ces termes, seul ἂρρητος n'apparaît pas dans le livre X des Éléments d'Euclide. En revanche, le mot ῥητος (qui d'un point de vue strictement lexical est le contraire du mot ἂρρητος) est employé comme le contraire du mot ἄλογος signifiant irrationnel ; sa définition inclut cependant le concept σύμμετρος δυνάμει (commensurable en carré) : le nombre √2 serait donc « rationnel » selon cette définition, ce qui n'est pas le cas dans des textes plus anciens comme ceux de Platon. Il y a donc eu un glissement de sens entre les époques des deux auteurs, et la notion moderne d'irrationalité ne se superpose pas parfaitement à celle d'Euclide. De plus, il n'existe pas pour les Grecs de nombre irrationnel, mais des couples de grandeurs telles que la première n'est pas un multiple rationnel de la seconde.
La compréhension des textes est rendue difficile également par l'utilisation de termes techniques traduisant des concepts n'ayant pas d'équivalent dans les langues actuelles. Par exemple, le nom δύναμις / dynamis signifie « puissance » dans la langue courante, mais cette acception n'a pas de sens dans les textes mathématiques antiques. Il a souvent été traduit par « racine carrée » en raison du contexte dans lequel il est employé. Cependant, son sens véritable, probablement emprunté à la finance où il exprime la valeur d'une monnaie, est plutôt la désignation d'un carré dont l'aire est égale à celle d'une surface déjà identifiée ; ainsi, le δύναμις d'un rectangle de longueur 2 et de largeur 1 est un carré d'aire 2. Ce terme, attesté dès l'époque d'Hippocrate de Chios, a introduit de nombreux contresens dans l'interprétation de plusieurs textes, dont le Théétète de Platon.

#### Découverte des irrationnels
La date à laquelle la notion d'irrationalité a été découverte par les Grecs n'est pas connue avec certitude : elle est généralement située entre le début du Ve siècle av. J.-C. et le premier quart du IVe siècle av. J.-C.. Elle est en tout cas antérieure au livre de Démocrite intitulé Des Nombres irrationnels et des Solides, qui date de cette période.
Contrairement à une idée reçue, rien n'indique avec certitude que la découverte de l'incommensurabilité provienne de l'étude de la diagonale et de l'un des côtés d'un carré, propriété équivalente à l'irrationalité de √2. La découverte est parfois attribuée au mathématicien Hippase de Métaponte pour ses travaux sur la section d'extrême et de moyenne raison, maintenant appelée nombre d'or, qui est également le rapport de la longueur de la diagonale d'un pentagone régulier sur celle d'un de ses côtés. Il est également possible que la notion d'irrationalité ait été mise à jour par l'étude du problème arithmétique de la recherche d'un entier qui soit à la fois un carré parfait et le double d'un autre carré parfait ; l'insolubilité de ce problème est en effet équivalente à l'irrationalité de √2. Si la découverte en elle-même reste entourée de mystère, l'exemple le plus connu chez les intellectuels de l'époque de Platon est celui de l'incommensurabilité de la diagonale et du côté d'un carré.
La nature exacte des premières grandeurs non commensurables découvertes n'est pas connue, et la manière dont cette non-commensurabilité a été établie ne l'est pas plus et plusieurs
idées de démonstration ont été imaginées. L'une d'elles repose sur le principe du pair et de l'impair,, elle est notamment citée par Aristote. D'autres reconstitutions des preuves antiques sont envisagées : certaines ont recours à une descente infinie, d'autres à un algorithme qu'en termes modernes on apparenterait aux fractions continues. Cette dernière technique serait héritée des cultures de Mésopotamie.

#### Étude ultérieure des irrationnels
À la suite de la découverte d'un cas particulier d'irrationalité, il y a longtemps eu consensus pour affirmer que l'étude des grandeurs incommensurables s'était poursuivie par l'établissement par Théodore de Cyrène d'autres exemples se ramenant aux nombres √n (pour n entier non carré compris entre 3 et 17). Cette supposition a donné lieu à des recherches concernant la méthode utilisée pour ce faire, et les raisons qui ont empêché Théodore de Cyrène d'aller plus loin que √17 ; il est cependant probable qu'elle soit erronée. En effet, elle résulte d'un passage du Théétète, mais le texte de Platon ne mentionne pas de démonstration et n'indique donc pas que Théodore en aurait produit une. Une autre hypothèse est que les premières preuves d'irrationalité reposent essentiellement sur la notion de parité, ce qui ne permet pas de montrer l'irrationalité de √17.
Il est difficile, en l'état actuel des connaissances, de proposer une chronologie précise des débuts de l'étude grecque de l'incommensurabilité. Le livre X des Éléments, écrit vers -300, présente une classification des grandeurs irrationnelles ; on ne sait cependant pas de quand datent les propositions qui y sont démontrées, les textes mathématiques antérieurs étant perdus.
Par la suite, les mathématiciens grecs ont développé des méthodes d'évaluation de grandeurs incommensurables. Archimède a notamment utilisé la méthode d'exhaustion pour donner une estimation de π et Héron d'Alexandrie expose une méthode pour évaluer une racine carrée.

#### Débat sur l'existence antique d'une «crise des fondements»
Une légende, plusieurs fois rapportée, indique qu'un pythagoricien, parfois nommé Hippase de Métaponte, périt noyé (jeté à la mer depuis une barque) pour avoir révélé aux profanes l'incommensurabilité. Cette légende indiquerait que la découverte serait bien pythagoricienne et qu'elle aurait fait l'objet d'un tabou ; elle est souvent citée pour accréditer la thèse selon laquelle l'irrationalité aurait posé un problème fondamental aux mathématiciens antiques.
L'existence d'une crise profonde chez les mathématiciens et les philosophes grecs due à la découverte de l'irrationalité a été longtemps admise par les historiens, et ce dès les travaux de Paul Tannery en 1887, et plus encore dans les premières décennies du XXe siècle. D'autres historiens ont par la suite émis l'hypothèse que la crise engendrée par les irrationnels était plutôt une reconstruction a posteriori par laquelle les mathématiciens du XXe siècle auraient calqué leur crise des fondements sur l'Antiquité, en jugeant les travaux mathématiques grecs à l'aune de concepts mathématiques modernes. Des recherches menées dans la seconde moitié du XXe siècle ont ainsi battu en brèche le concept de « crise antique des fondements ».

### Moyen-Orient médiéval
Le Moyen Âge voit le développement de l'algèbre au sein des mathématiques arabes, ce qui permet aux nombres irrationnels de devenir des objets de même nature algébrique que les entiers et les nombres rationnels.
Les mathématiciens du monde arabo-musulman cessent en effet, contrairement à ceux du monde grec qui les ont précédés, de ne manipuler des grandeurs géométriques que par leurs rapports.
Dans son commentaire du livre X des Éléments, le mathématicien persan Al-Mahani étudie et classifie les irrationnels quadratiques et cubiques, en les considérant comme des nombres à part entière bien qu'il utilise également un point de vue géométrique pour les désigner.
Il donne en outre une approche algébrique des irrationnels, en expliquant que si l'on additionne ou multiplie un irrationnel et un rationnel (non-nul dans le cas du produit), le résultat est irrationnel.
Le mathématicien égyptien Abū Kāmil Shujā ibn Aslam est le premier à accepter qu'un nombre irrationnel représenté par une racine carrée, cubique ou Racine n-ième puisse être solution d'une équation quadratique ou qu'il soit un coefficient d'une équation.
Les mathématiciens arabes ont aussi repris et perfectionné des méthodes d'approximation numérique ; les 16 premières décimales de π sont par exemple trouvées par Al-Kashi grâce à des méthodes géométriques.

### Époque moderne

#### Débats sur la nature des nombres irrationnels
Au XVIe siècle, la communauté mathématique accueille les fractions. Au XVIIe siècle, les mathématiciens emploient de plus en plus fréquemment les fractions décimales et représentent déjà ces nombres avec la notation moderne. La notation décimale permet des calculs numériques sur les nombres irrationnels. Pourtant bien que ceux-ci soient utilisés couramment, le débat sur leur nature n'est pas tranché. Simon Stevin et Isaac Newton considèrent que les irrationnels, appelés à l'époque « nombres sourds », sont des nombres au même titre que les entiers et les rationnels tandis que d'autres comme Blaise Pascal conservent le cadre fourni par les Éléments d'Euclide, dans lequel les irrationnels ne sont pas des nombres. Dans l'Encyclopédie, D'Alembert rend compte des deux positions et prend parti pour l'idée selon laquelle les irrationnels ne sont pas des nombres, mais qu'ils sont approchables par ceux-ci avec une précision aussi fine que l'on veut,,. Abraham Kästner propose par la suite d'expliquer les propriétés algébriques des nombres irrationnels par celles des rationnels, qu'il peut étendre grâce à la densité des rationnels dans les irrationnels.

#### Méthodes d'approximation numérique
Isaac Newton met au point à la fin du XVIIe siècle un algorithme permettant le calcul numérique de racines de polynômes, a priori irrationnelles. Cet algorithme, connu depuis sous le nom de méthode de Newton, a ensuite été adapté pour calculer les zéros de fonctions non polynomiales.
Dans le cas particulier du nombre π, John Machin publie en 1706 une formule donnant π à l'aide de la fonction arc tangente :
Une amélioration de cette formule par Jurij Vega lui permet en 1789 de calculer π avec une précision de 126 décimales.
D'autres formules permettant d'exprimer {\displaystyle \pi } ont été exhibées au XVIIIe siècle, notamment la résolution par Euler du problème de Bâle qui donne une identité, peu utile pour un calcul pratique, reliant π et la série des inverses des carrés des entiers :
Un autre exemple d'identité, lui aussi peu utile pour un calcul pratique, permettant le calcul numérique de π est fourni par la formule de Leibniz, découverte en Europe au XVIIe siècle, mais qui était déjà connue de manière indépendante en Inde depuis deux siècles par l'école du Kerala :
Des approximations d'autres constantes mathématiques sont publiées, notamment pour la constante γ d'Euler : celui-ci en calcule 16 décimales dès 1781 en utilisant la formule d'Euler-Maclaurin,.

#### Découverte de nouveaux nombres irrationnels
Les fractions continues (dues à Cataldi en 1613), étroitement liées aux nombres irrationnels, sont prises en considération par Euler, qui montre ainsi notamment, en 1737, l'irrationalité de e et de e2.
Lambert démontre en 1761 que π n'est pas rationnel. Pour cela, il montre que la tangente et la tangente hyperbolique de tout rationnel non nul sont des irrationnels, en les approchant par des suites de rationnels issues de fractions continues généralisées particulières. Il conjecture par la suite la transcendance de π et e, mais ne remarque pas que sa méthode fournit une démonstration que π2 est lui aussi irrationnel. Cette constatation est faite plus tard par Legendre,.
Lambert montre également que l'exponentielle et le logarithme de tout rationnel non nul (et également différent de 1 dans le cas du logarithme) est un irrationnel.

### Époque contemporaine

#### Définition rigoureuse des nombres réels
Jusqu'au XIXe siècle, l'existence et les propriétés des nombres irrationnels sont admises sans qu'en soit proposée de définition rigoureuse. En effet — contrairement aux rationnels, qu'il est facile de construire algébriquement à partir des entiers — la notion de nombre réel est encore mal définie au début de la seconde moitié du XIXe siècle. L'une des premières tentatives en ce sens remonte aux travaux de Bernard Bolzano dans la première moitié du XIXe siècle, mais ces travaux sont peu diffusés et n'influencent guère les constructions ultérieures. Karl Weierstrass travaille également sur la formalisation des nombres réels comme limites de rationnels, mais il ne publie rien à ce sujet et cette partie de son œuvre n'est connue que par les notes prises par son étudiant Adolf Hurwitz ayant suivi ses cours ; notes qui ne sont cependant pas publiées avant les années 1880.
Deux types de construction rigoureuse des nombres réels ont été présentées dans les années 1870 :
- Méray, puis Cantor et Heine après lui, fondent leur construction sur des propriétés analytiques des suites de rationnels[34] ; les nombres réels y sont les classes d'équivalence des suites de Cauchy de rationnels par la relation d'équivalence telle que deux suites sont en relation si et seulement si leur différence tend vers 0. Cette approche revient intuitivement à définir les réels comme les limites de suites de Cauchy rationnelles. On construit ainsi {\displaystyle \mathbb {R} } comme un espace complet ;
- l'approche de Dedekind, poursuivie par Tannery et Kronecker[35], se fonde elle aussi sur la théorie des ensembles. Un réel y est défini comme une coupure de Dedekind, correspondant intuitivement à l'ensemble des rationnels qui le minorent strictement : ainsi, √2 correspond à l'ensemble des rationnels négatifs ou de carré inférieur à 2.

Ces deux approches sont équivalentes.

#### Étude de sous-ensembles particuliers d'irrationnels
Plusieurs sous-ensembles particuliers de nombres irrationnels sont étudiés durant les XIXe et XXe siècles. Il était connu depuis l'Antiquité que certains nombres irrationnels tels que √2 sont constructibles, mais ce n'est qu'au XIXe siècle que Wantzel caractérise l'ensemble des nombres constructibles, qui est le plus petit corps stable par la racine carrée contenant {\displaystyle \mathbb {Q} }. Cela permet de montrer que les problèmes antiques de trisection de l'angle et de duplication du cube sont impossibles à l'aide de la règle et du compas seuls.
À la même période sont aussi étudiés les nombres transcendants, dont les premiers exemples sont exhibés par Liouville en 1844,. Hermite montre en 1873 la transcendance de e et en 1882, Lindemann montre celle de π. Ce dernier résultat permet de répondre par la négative au problème de la quadrature du cercle, qui était ouvert depuis l'Antiquité grecque. Les nombres transcendants sont par ailleurs l'objet du septième problème de Hilbert, qui demande si le nombre ab est transcendant dès que a est algébrique et différent de 0 ou 1 et que b est algébrique et irrationnel. La réponse, affirmative, est apportée en 1934 par le théorème de Gelfond-Schneider.
Le XXe siècle voit également l'étude des nombres univers qui contiennent l'ensemble des séquences de chiffres possibles dans leur développement décimal, ainsi que des nombres normaux qui sont des nombres univers particuliers dans le développement décimal desquels toutes les séquences de chiffres d'une longueur donnée sont équiprobables. Bien que Borel ait prouvé en 1909 que presque tous les nombres irrationnels sont normaux en toute base, on connaît peu de nombres normaux. Parmi ceux dont la normalité a été établie au moins pour la base 10, on peut citer la constante de Champernowne (qui est même transcendante), ou celle de Copeland-Erdős. De plus il est conjecturé que les nombres √2 (et même tous les nombres algébriques irrationnels), π et e sont normaux mais bien que cela semble vrai expérimentalement, cela n'a pu être démontré pour aucun de ces exemples.
Le développement de l'informatique théorique dans les années 1930 a, parallèlement à cela, mené à l'étude des nombres calculables, c'est-à-dire pour lesquels il existe une machine de Turing capable d'en énumérer les décimales ainsi que de quantifier l'erreur d'approximation. L'ensemble des réels calculables contient l'algèbre des périodes, donc tous les nombres algébriques et π, et il est stable par l'exponentielle. En particulier, tous les nombres non calculables sont transcendants et a fortiori irrationnels. Bien que l'ensemble des réels non calculables soit codénombrable, on connait peu de nombres qui en fassent partie. Parmi ceux-ci on trouve par exemple toute limite d'une suite de Specker, dont la définition est liée au problème de l'arrêt.

#### Informatique et calcul numérique

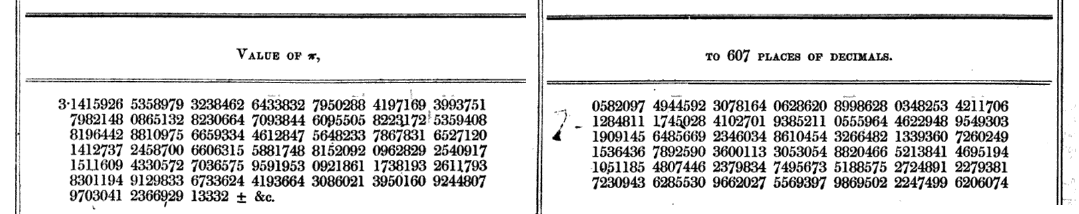
Première approximation de π calculée par William Shanks en 1853, incluant les décimales incorrectes.

Graphique montrant l'évolution historique de la précision record des approximations numériques de π, mesurée en décimales (représentée sur une échelle logarithmique).

Avant l'essor de l'informatique à la fin des années 1940, il était extrêmement laborieux de calculer effectivement plus de quelques centaines de décimales d'un nombre irrationnel donné. En 1940, on ne connaissait par exemple que 527 décimales exactes de π, grâce au travail de William Shanks publié en 1873,. En 1949, l'ordinateur ENIAC en donne 2 037 en 70 h, en utilisant la formule de Machin.
Des algorithmes génériques sont développés, comme la transformée de Fourier rapide qui accélère le calcul des multiplications. Dans le même temps, la puissance de calcul des ordinateurs augmente de manière exponentielle. Ainsi en 1978, on connaissait déjà 116 000 décimales de e et en 2000, plus de 1012 décimales de π et plus d'un million de décimales de la constante γ d'Euler étaient calculées.

Des algorithmes spécifiques sont également conçus pour le calcul de certains nombres en particulier. Dans le cas de π, les premiers algorithmes utilisant des formules proches de la formule de Machin sont ainsi abandonnés au profit d'autres formules plus efficaces, comme celle obtenue par Ramanujan en 1914 : 
Les premiers calculs d'approximations de nombres irrationnels donnaient toutes les décimales de la première jusqu'à une borne plus ou moins élevée, mais on ne savait pas calculer une décimale donnée sans connaître celles qui la précèdent. En 1995, les mathématiciens Simon Plouffe, David H. Bailey et Peter Borwein découvrent la formule BBP, qui permet de calculer tout chiffre du développement de π en base 16 sans avoir à déterminer ceux qui précèdent,. Avant de découvrir cette formule, ils avaient déjà établi qu'il est possible de calculer séparément tout chiffre du développement binaire du logarithme de 2 grâce à l'égalité :

## Propriétés des nombres irrationnels

### Développement décimal
La caractérisation des irrationnels peut s'effectuer via leur développement décimal, grâce au théorème suivant, démontré dans l'article détaillé :
Théorème — Un nombre réel est irrationnel si et seulement si son développement décimal propre n'est pas périodique.
On démontre de même la caractérisation analogue via le développement dans n'importe quelle base (entière et supérieure ou égale à 2).
Ainsi le calcul du développement d'un nombre rationnel est aisé puisqu'il n'y a qu'un nombre limité de chiffres à calculer pour le caractériser complètement, tandis que le calcul des développements de nombres irrationnels nécessite généralement la mise en œuvre de techniques mathématiques d'autant plus avancées que la précision souhaitée est élevée (voir supra).

### Développement en fraction continue
Les fractions continues permettent entre autres de caractériser l'irrationalité, d'identifier des types particuliers d'irrationnels, et de fournir de bonnes approximations des irrationnels par des rationnels.

#### Caractérisation de l'irrationalité à l'aide du développement en fraction continue
Pour tout nombre réel {\displaystyle x}, le caractère fini ou infini de son développement en fraction continue peut être lié à son caractère rationnel ou irrationnel. Plus précisément :
Théorème — 
- Tout nombre rationnel peut être représenté par une fraction continue simple finie.
- Toute fraction continue simple infinie converge vers un nombre irrationnel et tout nombre irrationnel peut être représenté de manière unique par une fraction continue simple infinie.

#### Cas des irrationnels quadratiques
Un irrationnel est dit quadratique s'il est solution d'une équation du second degré à coefficients entiers.
Théorème de Lagrange — Un irrationnel est quadratique si et seulement si son développement en fraction continue est périodique.

#### Application à l'approximation des irrationnels
La suite des réduites du développement en fraction continue d'un irrationnel {\displaystyle x} converge vers {\displaystyle x} « rapidement » : toute réduite {\displaystyle p/q} du développement vérifie {\displaystyle \left|x-p/q\right|<1/q^{2}}.
Par exemple, le début du développement en fraction continue de π est [3, 7, 15, 1, 292, …]. À partir de ce début de développement, on trouve comme approximation de π : {\displaystyle \pi \approx {\frac {103\;993}{33\;102}}\approx 3{,}14159265301} avec une erreur inférieure à {\displaystyle {\frac {1}{33\;102^{2}}}<10^{-9}}, c'est-à-dire que l'on a au moins 9 décimales exactes.
Il est possible de comparer la précision obtenue en approchant un irrationnel par les premiers termes de son développement en fraction continue ou par les premiers chiffres de son développement décimal.
En effet pour presque tout irrationnel {\displaystyle x}, le théorème de Lochs affirme que les {\displaystyle m} premiers entiers du développement en fraction continue de {\displaystyle x} donnent asymptotiquement {\displaystyle {\frac {\pi ^{2}}{6\ln 2\ln 10}}m\approx 1{,}03064083m} décimales exactes.

### Mesure d'irrationalité

#### Caractérisation des irrationnels
L'ensemble des nombres rationnels est dense dans celui des réels. Par conséquent, pour tout nombre réel {\displaystyle x}, rationnel ou irrationnel, il existe une suite de nombres rationnels qui converge vers {\displaystyle x}. Cependant, tous les réels ne sont pas aussi facilement approchables les uns que les autres. On peut ainsi définir la mesure d'irrationalité de n'importe quel réel {\displaystyle x}. Il s'agit de la borne supérieure de l'ensemble des réels μ pour lesquels il existe une infinité de couples {\displaystyle (p,q)} d'entiers tels que {\displaystyle q>0} et {\displaystyle 0<\left|x-p/q\right|<1/q^{\mu }}. Intuitivement, cela signifie que si un réel {\displaystyle x} a une mesure d'irrationalité supérieure à celle d'un réel {\displaystyle x'} alors, à dénominateur égal, il est possible d'approcher {\displaystyle x} plus finement que {\displaystyle x'} avec un nombre rationnel.
Le théorème suivant permet de différencier un rationnel d'un irrationnel par leur mesure d'irrationalité, :
Théorème — 
- La mesure d'irrationalité de tout nombre rationnel est égale à 1.
- La mesure d'irrationalité de tout nombre irrationnel est supérieure ou égale à 2[N 19].

On peut renforcer le second point du théorème : si un réel {\displaystyle x} est irrationnel, l'existence d'une infinité de couples {\displaystyle (p,q)} d'entiers tels que {\displaystyle q>0} et {\displaystyle \left|x-p/q\right|<1/q^{\mu }} est garantie non seulement pour tout {\displaystyle \mu <2}, mais même pour {\displaystyle \mu =2}. Cela se déduit par exemple de l'approximation d'un irrationnel par la suite infinie des réduites de sa fraction continue (voir supra), ou du théorème d'approximation de Dirichlet.
Ces théorèmes servent de base à divers résultats permettant de montrer, sous certaines hypothèses, l'irrationalité de la somme d'une série dont le terme général est rationnel et qui converge suffisamment rapidement.

#### Valeurs particulières de mesure d'irrationalité
Tout irrationnel {\displaystyle x} a une mesure {\displaystyle \mu (x)} supérieure ou égale à 2 ; elle vaut même exactement 2 pour presque tout réel. Il n'est cependant pas toujours aisé de la calculer précisément. Elle est tout de même parfois connue ou au moins estimée :
- pour tout nombre irrationnel algébrique {\displaystyle \alpha }, {\displaystyle \mu (\alpha )} est fini d'après le théorème de Liouville, et même égal à {\displaystyle 2} d'après le théorème de Roth ;
- les nombres de Liouville, de mesure infinie par définition, sont les premiers nombres transcendants à avoir été exhibés ;
- {\displaystyle \mu (\mathrm {e} )=2} ;
- {\displaystyle 2\leq \mu (\pi )<7{,}11}[45];
- {\displaystyle 2\leq \mu \left(\zeta (3)\right)<5{,}52}[46], où {\displaystyle \zeta (3)} désigne la constante d'Apéry (voir infra).
- {\displaystyle \mu \left(C_{10}\right)=10}[47],[N 20] où {\displaystyle C_{10}} désigne la constante de Champernowne (voir infra).

#### Exemples d'applications
- La mesure d'irrationalité peut être utilisée pour montrer l'irrationalité de certains nombres comme la constante d'Apéry (voir infra) ou de la somme de la série des inverses des nombres de Fibonacci (voir infra) ;
- En exploitant le fait que {\displaystyle \textstyle {\pi }} est irrationnel (voir infra) et donc a une mesure d'irrationalité supérieure à 2, on peut montrer que le terme général de la série {\displaystyle \sum _{n\in \mathbb {N^{*}} }{\frac {1}{n^{2}\sin ^{2}n}}} ne tend pas vers 0 et donc que celle-ci diverge[48];
- La nature, convergente ou divergente, de la série {\displaystyle \sum _{n\in \mathbb {N^{*}} }{\frac {1}{n^{3}\sin ^{2}n}}} n'est pas connue en 2023, mais si elle converge cela impliquerait que la mesure d'irrationalité de {\displaystyle \textstyle {\pi }} est inférieure ou égale à 2,5[49].

### Approximations simultanées
La mesure d'irrationalité de tout nombre irrationnel est supérieure ou égale à 2 (voir supra). Par conséquent si l'on se donne un nombre {\displaystyle \varepsilon >0} et un nombre irrationnel {\displaystyle \xi }, il est possible de trouver un entier {\displaystyle q} tel que le produit {\displaystyle q\xi } soit à une distance inférieure à {\displaystyle \varepsilon } d'un entier.
On peut en fait trouver un tel entier {\displaystyle q} même si l'on se donne un nombre {\displaystyle n} arbitraire d'irrationnels {\displaystyle \xi _{1},\dots ,\xi _{n}} quelconques à approcher d'un entier avec une erreur arbitrairement petite:
Théorème d'approximation de Dirichlet — Soit {\displaystyle \xi _{1},\dots ,\xi _{n}} des nombres irrationnels et soit {\displaystyle \varepsilon >0}. Il existe un entier {\displaystyle q} tels que tous les produits {\displaystyle q\xi _{1},\dots ,q\xi _{n}} diffèrent d'un entier d'au plus {\displaystyle \varepsilon }.
Il est possible, avec quelques restrictions, d'étendre ce résultat à l'approximation de nombres quelconques :
Théorème de Kronecker — Soit {\displaystyle \alpha _{1},\dots ,\alpha _{k}} des nombres quelconques et soit {\displaystyle \varepsilon >0} et {\displaystyle N\in \mathbb {N} }. Soit {\displaystyle \theta _{1},\dots ,\theta _{k}} des nombres irrationnels ℚ-linéairement indépendants. Alors il existe un entier {\displaystyle n>N} tel que pour tout {\displaystyle m\in \{1\dots ,k\}}, {\displaystyle |n\theta _{m}-\alpha _{m}|} diffère d'un entier d'au plus {\displaystyle \varepsilon }.

## Propriétés de l'ensemble des irrationnels

### Propriétés de clôture
L'ensemble ℚ a une structure de corps commutatif, cela permet de déduire des résultats généraux sur l'irrationalité de sommes et de produits impliquant à la fois rationnels et irrationnels.
L'ensemble des irrationnels vérifie par exemple la propriété de clôture suivante : si le carré (ou plus généralement, une puissance entière) d'un réel est un irrationnel, alors ce réel lui-même est irrationnel (par contraposée de la proposition selon laquelle tout produit de rationnels est rationnel). Cela permet, connaissant un nombre irrationnel, d'en construire une infinité d'autres.
On peut aussi, sachant que pour tout nombre irrationnel {\displaystyle \alpha } et tout rationnel {\displaystyle r\neq 0}, les nombres {\displaystyle \alpha +r} et {\displaystyle {\frac {r}{\alpha }}} sont irrationnels, faire agir le groupe projectif linéaire {\displaystyle \operatorname {PGL} (2,\mathbb {Q} )} (ou {\displaystyle \operatorname {PGL} (2,\mathbb {Z} )}) :
Théorème — 
Soit {\displaystyle \alpha } un nombre irrationnel. Alors, pour tous rationnels {\displaystyle a,b,c,d} tels que {\displaystyle ad-bc\neq 0}, le réel {\displaystyle {\frac {a\alpha +b}{c\alpha +d}}} est irrationnel.
Par exemple :
- puisque {\displaystyle {\sqrt {5}}} est irrationnel (voir infra), {\displaystyle -{\sqrt {5}}} et le nombre d'or {\displaystyle \varphi ={\frac {1+{\sqrt {5}}}{2}}} le sont aussi ;
- pour tout angle {\displaystyle \theta } tel que {\displaystyle \cos(2\theta )} soit irrationnel, les nombres {\displaystyle \cos \theta }, {\displaystyle \sin \theta } et {\displaystyle \tan \theta } sont irrationnels[52], d'après les identités trigonométriques {\displaystyle \cos(2\theta )=2\cos ^{2}\theta -1=1-2\sin ^{2}\theta ={\frac {1-\tan ^{2}\theta }{1+\tan ^{2}\theta }}}.

En revanche, la somme et le produit de deux irrationnels peuvent être rationnels : par exemple, {\displaystyle -{\sqrt {5}}+{\sqrt {5}}=0} et {\displaystyle -{\sqrt {5}}\times {\sqrt {5}}=-5}.
Un irrationnel (strictement positif) élevé à une puissance irrationnelle peut être rationnel ou irrationnel, voire transcendant. D'après la sous-section suivante, on a même : pour tout réel x > 0 différent de 1, xy est transcendant pour « presque tous » les réels y (tous sauf un ensemble dénombrable), en particulier pour « presque tout » irrationnel y.

### Cardinalité
L'ensemble ℝ\ℚ des irrationnels a la puissance du continu, c'est-à-dire qu'il est en bijection avec ℝ, comme le prouve, au choix, l'un des trois arguments suivants :
- ℝ est indénombrable[N 25] (et même équipotent à l'ensemble des parties de ℕ) tandis que ℚ est dénombrable ;
- le sous-ensemble de ℝ\ℚ constitué des réels transcendants a déjà la puissance du continu, puisque l'ensemble des réels algébriques est encore dénombrable[N 25] ;
- le développement d'un irrationnel en fraction continue fournit une bijection entre ℝ\ℚ et l'ensemble ℕℕ de toutes les suites d'entiers positifs.

Ceci revient à une démonstration par l'absurde : comme {\displaystyle \mathbb {R} } {\displaystyle \mathbb {=} } {\displaystyle \mathbb {Q} } ∪ {\displaystyle \mathbb {Q} '}, l'ensemble des rationnels (ℚ) et l'ensemble des irrationnels (ℝ\ℚ ou ℚ’) sont complémentaires en ℝ ; or comme l'ensemble ℚ est dénombrable, si ℝ\ℚ était dénombrable, leur réunion ℝ serait dénombrable. Or, comme Cantor l'a démontré avec son célèbre « argument de la diagonale », ℝ est indénombrable, alors l'un au moins de ses sous-ensembles complémentaires l'est, et « l’ensemble ℝ\ℚ des nombres irrationnels n’est pas dénombrable ».

### Propriétés topologiques
Les parties ℚ et ℝ\ℚ sont toutes les deux denses pour l'ordre dans ℝ et a fortiori denses pour la topologie usuelle de ℝ. Pour tous réels {\displaystyle a<b}, il existe un isomorphisme d'ordres entre ℚ{\displaystyle ~\cap ~]a,b[} et ℚ (c'est un cas particulier d'un théorème de Cantor, immédiat si {\displaystyle a} et {\displaystyle b} sont rationnels). Par prolongement canonique, ceci montre que l'ensemble des irrationnels de {\displaystyle ]a,b[} est — au sens de l'ordre et a fortiori au sens topologique — dense dans {\displaystyle ]a,b[} et isomorphe à ℝ\ℚ.
Alors que ℝ est connexe, le sous-espace des irrationnels est totalement discontinu (puisqu'il ne contient aucun intervalle non trivial).
Dans ℝ, les irrationnels forment un Gδ (c'est-à-dire une intersection dénombrable d'ouverts) mais pas un Fσ (c'est-à-dire une union dénombrable de fermés). Autrement dit : l'ensemble des points de discontinuité d'une fonction à valeurs réelles peut être égal à ℚ mais pas à ℝ\ℚ.
Alors que l'espace métrique ℝ est complet, le sous-espace des irrationnels ne l'est pas (puisqu'il n'est pas fermé dans ℝ). Cependant, par la bijection évoquée ci-dessus, cet espace topologique est homéomorphe à l'espace métrique complet {\displaystyle \mathbb {N} ^{\mathbb {N} }}, appelé l'espace de Baire. Ceci démontre que le théorème de Baire s'applique aussi à l'espace des nombres irrationnels.

## Exemples de nombres irrationnels et de preuves d'irrationalité
Prouver qu'un réel {\displaystyle x} est irrationnel, c'est prouver qu'il n'existe aucun couple d'entier {\displaystyle (p,q)} tel que {\displaystyle x={\frac {p}{q}}}, or un résultat d'inexistence sur un cas particulier est généralement bien plus difficile à établir qu'un résultat d'existence. Ainsi même s'il est possible de montrer qu'un réel {\displaystyle x} ne peut pas s'écrire sous la forme {\displaystyle x={\frac {p}{q}}} où {\displaystyle p} et {\displaystyle q} sont inférieurs à une certaine constante {\displaystyle C}, cela ne suffit pas pour prouver son irrationalité. Par exemple, on sait que si la constante d'Euler-Mascheroni est rationnelle alors ce ne peut être qu'une fraction dont le dénominateur comporte au moins 242 080 chiffres mais même si cela conduit à supposer son irrationalité, cela n'en constitue aucunement une preuve. Il existe cependant plusieurs techniques de démonstration qui ont permis de statuer sur l'irrationalité de certains cas particuliers.

### Irrationalité de nombres manifestement algébriques

#### Exemple préliminaire
Le nombre √2 est l'un des premiers dont on ait prouvé l'irrationalité. Celle-ci peut en effet être obtenue grâce à des considérations élémentaires de parité, :

#### Propriété des polynômes à coefficients entiers
- Lorsqu'un nombre algébrique est irrationnel, le théorème suivant permet souvent de le vérifier :

Il n'y a donc qu'un nombre fini de valeurs possibles, que l'on peut essayer à la main. Si aucun de ces rationnels n'est solution, toute solution est irrationnelle.
Exemples
- Les coefficients extrêmes du polynôme {\displaystyle X^{2}-X-1}, dont le nombre d'or {\displaystyle \varphi } est racine, sont {\displaystyle 1} et {\displaystyle -1}, qui ne sont divisibles que par {\displaystyle \pm 1}. Comme {\displaystyle 1} et {\displaystyle -1} ne sont pas racines du polynôme, on retrouve ainsi (voir supra), sans même résoudre l'équation du second degré, que {\displaystyle \varphi } est irrationnel.
- La racine réelle du polynôme {\displaystyle P(X)=4X^{5}+X-3} est strictement positive et ne fait pas partie de l'ensemble {\displaystyle \left\{{\frac {1}{4}},{\frac {1}{2}},{\frac {3}{4}},1,{\frac {3}{2}},3\right\}} (car P(3/4) < 0 < P(1)) ; elle est donc irrationnelle.
- Le nombre {\displaystyle \cos \left(\pi /9\right)} est racine du polynôme {\displaystyle 8X^{3}-6X-1}, dont aucun rationnel n'est racine. Il est par conséquent algébrique de degré 3, donc irrationnel et même non constructible (si bien que pour tout entier relatif {\displaystyle n}, {\displaystyle \cos \left(2^{n}\pi /9\right)}, {\displaystyle \sin \left(2^{n}\pi /9\right)} et {\displaystyle \tan \left(2^{n}\pi /9\right)} sont non constructibles).

- Dans le théorème ci-dessus, si de plus {\displaystyle c_{n}=1}, alors {\displaystyle b=1} donc {\displaystyle x=a} (entier)[56]. Autrement dit : tout entier algébrique non entier est irrationnel[N 33]. En particulier, on obtient ainsi une généralisation de la preuve de l'irrationalité de √2 par le lemme de Gauss[13] :

Corollaire — La racine n-ième d'un entier N > 0 est irrationnelle, sauf si N est la puissance n-ième d'un entier.

#### Nombre d'or: une seconde preuve
Toute fraction continue simple infinie représente un irrationnel, et si cette fraction continue est périodique alors l'irrationnel est quadratique (voir supra).
La fraction continue la plus simple est celle du nombre d'or, que l'on peut obtenir directement à partir de l'équation {\displaystyle \varphi =1+{\frac {1}{\varphi }}} :
{\displaystyle \varphi =1+{\cfrac {1}{1+{\cfrac {1}{1+\cdots }}}}}.
On retrouve ainsi à nouveau que le nombre algébrique {\displaystyle \varphi } est irrationnel.

#### Fonctions trigonométriques
Théorème — Si un angle en degrés est rationnel et n'est pas un multiple de 30° ni 45°, alors son cosinus, son sinus et sa tangente sont irrationnels,.
C'est un corollaire du calcul du degré des nombres algébriques cos(rπ), sin(rπ) et tan(rπ) pour r rationnel, mais on peut aussi le démontrer par une preuve sans mots utilisant la méthode de descente infinie dans un réseau à deux dimensions.

### Irrationalité de nombres définis par leur développement décimal

#### Non-périodicité du développement dans une base
Tout rationnel ayant un développement périodique dans toute base, il suffit, pour prouver qu'un réel {\displaystyle x} est irrationnel, de montrer que dans une certaine base, son développement n'est pas périodique. Cela peut parfois être fait directement comme dans le cas du théorème suivant :
Théorème — La constante des nombres premiers, de développement binaire {\displaystyle 0{,}0110101000\dots }, est irrationnelle.
Ce théorème peut être démontré par l'absurde, en supposant périodique la suite des écarts entre nombres premiers consécutifs puis en obtenant une contradiction.
Un autre exemple est donné par le théorème suivant :
Théorème — La constante de Prouhet-Thue-Morse {\displaystyle \tau =0,412~454~033~640\ldots }, dont le développement binaire est la suite de Prouhet-Thue-Morse {\displaystyle t=0~1~10~1001~10010110~1001011001101001...}, est irrationnelle.
On peut en effet montrer que la suite de Prouhet-Thue-Morse est sans cube, c'est-à-dire qu'aucun bloc ne se répète trois fois consécutivement : a fortiori son développement binaire est non-périodique et {\displaystyle \tau } est donc irrationnelle.

#### Recherche de suites de zéros de longueur arbitraire dans le développement
Dans la pratique, la non-périodicité peut être obtenue en établissant l'existence de suites finies de {\displaystyle 0} de longueur arbitraire,. En effet si le nombre est périodique il ne peut comporter des séquences de zéros plus longues que la longueur de sa période à moins d'avoir un développement décimal fini.
Une application élémentaire est fournie par le résultat suivant :
Théorème — La constante de Champernowne {\displaystyle 0{,}1234567891011\dots } est irrationnelle.
En effet, son développement en base {\displaystyle 10} n'est pas périodique parce qu'il contient les entiers de la forme {\displaystyle 10^{k}+1} pour {\displaystyle k} arbitrairement grand, et donc des suites de {\displaystyle 0} finies arbitrairement longues. Ce nombre est en fait même normal et transcendant.
Un exemple moins trivial est le suivant :
Théorème — La constante de Copeland-Erdős {\displaystyle 0{,}2357111317\dots } est irrationnelle.
La constante de Copeland-Erdős est définie par {\displaystyle C=\sum _{n=1}^{\infty }p_{n}10^{-\left(n+\sum _{k=1}^{n}E(\log _{10}{p_{k}})\right)}} où {\displaystyle p_{k}} est le k-ième nombre premier, et où {\displaystyle E(\log _{10}{p_{k}})} est la partie entière de son logarithme décimal. C'est-à-dire que le développement décimal de la constante de Copeland-Erdős est la concaténation des éléments de la suite des nombres premiers.
On montre l'irrationalité de {\displaystyle C} en exhibant des suites de zéros arbitrairement longues.
L'irrationalité de {\displaystyle C} peut également se déduire du résultat plus général, mais plus difficile à démontrer, selon lequel la constante de Copeland-Erdős est un nombre normal en base 10, joint à la propriété élémentaire suivante :
Propriété — Tout nombre normal dans au moins une base est irrationnel.

### Sommes de séries

#### Irrationalité dee
Théorème — Le nombre e est irrationnel.
Fourier redémontre ce résultat d'Euler en utilisant le développement en série entière de la fonction exponentielle, évalué en {\displaystyle 1} : {\displaystyle \mathrm {e} =\sum _{n=0}^{\infty }{\dfrac {1}{n!}}}.
Cela lui permet de montrer que pour tout entier b > 0, le nombre b! e a une partie fractionnaire non nulle donc n'est pas entier, et donc que e n'est pas rationnel.
Plus généralement :
- la même méthode[62] permet de prouver que pour tout entier x > 0 (et donc aussi pour tout rationnel x ≠ 0), ex est irrationnel ;
- pour toute suite {\displaystyle (b_{n})_{n\in \mathbb {N} }} bornée de nombres entiers, les nombres réels {\displaystyle \Sigma _{n\geq 0}{\frac {b_{n}}{n!}}} et {\displaystyle \Sigma _{n\geq 0}{\frac {b_{n}2^{n}}{n!}}} ne sont rationnels que si la suite {\displaystyle (b_{n})_{n\in \mathbb {N} }} stationne à 0[63].

#### Irrationalité de la constante d'Apéry
Il est possible (voir supra) de prouver l'irrationalité d'un réel x en exhibant une suite de rationnels {\displaystyle {\frac {p_{n}}{q_{n}}}\neq x} convergeant vers x « suffisamment vite », c'est-à-dire telle que, pour un certain μ > 1, on ait {\displaystyle \left|x-{\frac {p_{n}}{q_{n}}}\right|<{\frac {1}{q_{n}^{\mu }}}} pour tout n. C'est grâce à une telle technique que Roger Apéry a montré en 1978 le résultat suivant, sur l'image de 3 par la fonction ζ de Riemann :
Théorème — La constante d'Apéry {\displaystyle \zeta (3)=\sum _{n=1}^{\infty }{\frac {1}{n^{3}}}\approx 1,202} est irrationnelle.

#### Séries à croissance exponentielle double
Dans le cas des suites à croissance double exponentielle, on dispose du théorème suivant:
Théorème — Soit {\displaystyle (a_{k})_{k\in \mathbb {N} }} et {\displaystyle (b_{k})_{k\in \mathbb {N} }} deux suites d'entiers positifs tels qu'au delà d'un certain rang on ait pour tout {\displaystyle n} l'inégalité {\displaystyle a_{n+1}\geq {\frac {b_{n+1}}{b_{n}}}a_{n}^{2}-{\frac {b_{n+1}}{b_{n}}}a_{n}+1}. Si la série {\displaystyle \sum _{n=0}^{+\infty }{\frac {b_{n}}{a_{n}}}} converge vers un nombre rationnel, alors on a pour tout {\displaystyle n} au-delà d'un certain rang {\displaystyle a_{n+1}={\frac {b_{n+1}}{b_{n}}}a_{n}^{2}-{\frac {b_{n+1}}{b_{n}}}a_{n}+1} : l'inégalité large est en fait une égalité.
En considérant la suite {\displaystyle (b_{k})_{k\in \mathbb {N} }} constante égale à 1, la contraposée de ce théorème permet de prouver l'irrationalité de la somme des inverses des nombres doubles de Mersenne mais pas de retrouver l'irrationalité de la série des inverses des nombres de Fermat, et ce bien que son terme général croisse comme une exponentielle double ; ce nombre est cependant bien irrationnel (voir infra) et même transcendant, ce qui fut démontré en 1967.

#### Autres séries
- La constante d'Erdős-Borwein {\displaystyle \sum _{n=1}^{\infty }{\frac {1}{2^{n}-1}}\approx 1,606695}, obtenue comme la somme de la série des inverses des nombres de Mersenne, et la somme de la série des inverses des nombres de Fermat[66],[N 41] {\displaystyle \sum _{n=0}^{\infty }{\frac {1}{2^{2^{n}}+1}}\approx 0{,}596} sont irrationnelles. En effet, des suites arbitrairement longues de zéros ont été mises en évidence dans leur développement en base 2. Le raisonnement mis en œuvre pour ce faire est cependant bien plus technique que dans les exemples précédents.
- En s'inspirant de la méthode d'Apéry (voir supra), Richard André-Jeannin a démontré en 1989[67] que la somme des inverses des nombres de Fibonacci[68],[N 42] est irrationnelle.

### Autres exemples

#### Irrationalité deπ
Théorème — Le nombre π est irrationnel.
Ivan Niven redémontre par l'absurde ce résultat de Lambert, en supposant que {\displaystyle \pi ={\frac {a}{b}}} avec {\displaystyle a} et {\displaystyle b} entiers et en construisant, à partir de cette hypothèse, une expression qui est égale à un nombre entier tout en pouvant être strictement comprise entre 0 et 1, ce qui est absurde. Supposer que {\displaystyle \pi } est rationnel conduit donc à une contradiction, et donc {\displaystyle \pi } est irrationnel.

#### Logarithmes d'entiers
Puisque (à part e0 = 1) toute puissance rationnelle de e est irrationnelle (voir supra), le logarithme népérien ln x de tout rationnel positif x ≠ 1 est irrationnel. Le nombre log10 2 est lui aussi irrationnel puisqu'il n'existe pas d'entiers a, b ≠ 0 tels que 2a = 10b ; plus généralement, logn m = ln m/ln n est irrationnel pour tous entiers m, n > 1 qui n'ont pas le même ensemble de facteurs premiers (ou encore : le même radical). Par exemple : log10 15 et log2 6 sont irrationnels.

## Problèmes ouverts
On ne sait pas si les nombres π + e et π – e sont ou non irrationnels. On conjecture cependant que π, e et 1 sont ℚ-linéairement indépendants.

On ne sait pas plus si 2e, πe, π√2, la constante de Khintchine ou la constante γ d'Euler-Mascheroni sont irrationnels.
On ignore également, pour tout entier impair n > 3, si ζ(n) est irrationnel. En effet, pour les entiers positifs impairs, seul le cas de ζ(3) est connu grâce au théorème d'Apéry. Cependant, il a été prouvé que ζ prend une valeur irrationnelle pour une infinité de nombres impairs, dont au moins l'un des quatre nombres 5, 7, 9 ou 11.
De plus, des calculs en haute précision rendent extrêmement vraisemblable l'irrationalité et même la transcendance de tous ces nombres.
Certains problèmes ouverts d'autres domaines des mathématiques peuvent être exprimés comme des problèmes d'irrationalité. Par exemple, si la constante de Brun était irrationnelle, cela impliquerait la conjecture des nombres premiers jumeaux.